# Bérangère de Lagatinerie
Bérangère de Lagatinerie (eigentl. Bérangère Marrier de Lagatinerie Lacoste; * 25. April 1968 in Paris; † 29. März 1991 Sceaux) war eine französische Schauspielerin.

## Leben
Der Geburtsname von Bérangère de Lagatinerie ist Bérangère Madeleine Jacqueline Marrier de Lagatinerie. Ihr Vorname wird oft fälschlicherweise Bérengère geschrieben.
Sie war bekannt für ihre Rolle der „Caroline“ in der französischen Komödie Trocadero, in der sie 1978 an der Seite von Anny Duperey und Lionel Melet spielte. Er blieb ihr einziger Film.
Bérangère de Lagatinerie entstammte einer in der Film- und Kunstwelt gut vernetzten Schauspielerfamilie. Sie ist Nachfahrin der französischen Schauspiellegenden Réjane und Paul Porel. Ihr Vater war Marc Porel (eigentl. Marc Michel Marrier de Lagatinerie), bekannt durch Rollen in Filmen von (u. a.) Costa-Gavras, Henri Verneuil und Luchino Visconti, ihre Mutter die Schauspielerin Bénédicte Lacoste. Der argentinisch-französische Schauspieler Gérard Landry (eigentl. Landry Marrier de Lagatinerie) war ihr Großvater.
Bérangère de Lagatinerie starb zwei Tage vor ihrem 23. Geburtstag an den Folgen eines Unfalles: Bei dem Versuch, einer Bekannten bei einer Autopanne behilflich zu sein, zog sie sich eine schwere Kopfverletzung zu. Die bewusstlose Bérangère de Lagatinerie wurde in ein Krankenhaus eingeliefert, nach zwei Tagen verschlechterte sich ihr Zustand, und sie starb an einem Hirninfarkt.
Sie wurde zunächst im Familiengrab der Porels auf dem Cimetière de Passy (Paris) an der Seite ihrer Ahnin Réjane und ihres Vaters, der bereits 1983 verstarb, beigesetzt. 2006 wurde sie umgebettet ins Familiengrab der Lacostes auf dem Cimetière ancien de Vincennes (Vincennes, Val-de-Marne).